# Dendrocolaptes hoffmannsi
A Dendrocolaptes hoffmannsi a madarak osztályának verébalakúak (Passeriformes) rendjébe, valamint a fazekasmadár-félék (Furnariidae) családjába és a fahágóformák (Dendrocolaptinae) alcsaládjába tartozó faj.

## Rendszerezése
A fajt Carl Edward Hellmayr osztrák ornitológus írta le 1909-ben.

## Előfordulása
Az Amazonas-medencében, Brazília területén honos. Állandó, nem vonuló faj. Természetes élőhelyei a szubtrópusi és trópusi  síkvidéki esőerdők. Állandó, nem vonuló faj.

## Megjelenése
Testhossza 29 centiméter.

## Természetvédelmi helyzete
Az elterjedési területe még nagyon nagy, de gyorsan csökken, egyedszáma is csökken. A Természetvédelmi Világszövetség Vörös listáján sebezhető fajként szerepel.